# اطلاعیه اعتصاب
اخطار اعتصاب (یا اطلاعیه اعتصاب) سندی است که توسط اعضای یک اتحادیه کارگری یا بدنه کارگران به کارفرما یا مذاکره کننده ارائه می‌شود که در آن قصد انجام یک اقدام اعتصابی آتی بیان می‌شود. این سند تا حد زیادی شامل:
- مروری بر شکایات و شرایط
- بیانیه ای مبنی بر اینکه مذاکرات با کارفرما شکست خورده است
- زمان و مدت زمان مورد نظر برای اعتصاب
- توصیه‌هایی در مورد تأثیر اعتصاب و بازگشت به میز مذاکره در اولین فرصت

اخطارهای اعتصاب اغلب از نظر قانونی از کارگران بخش دولتی یا اتحادیه‌ها در یک دوره خاص (یعنی ۱۰ روز قبل از شروع اعتصاب مورد نظر) خواسته می‌شود.